# دومینیک و یوجین
دومینیک و یوجین (به انگلیسی: Dominick and Eugene) یک فیلم درام آمریکایی محصول سال ۱۹۸۸ به کارگردانی رابرت ام یونگ که دربارهٔ برادران دوقلو، دومینیک و یوجین است. دومینیک به دلیل تصادف در جوانی دچار کم‌توانی ذهنی شد. در این فیلم ری لیوتا، تام هولس و جیمی لی کرتیس به ایفای نقش پرداخته‌اند. داستان توسط دنی پورفیریو نوشته شده‌است.
این فیلم نقدهای مثبتی را دریافت کرد و بر اساس ۲۰ نقد، امتیاز ۸۰ درصدی را در راتن تومیتوز دریافت کرد. تام هولس برای بازی خود (جایزه گلدن گلوب بهترین بازیگر مرد فیلم درام) نامزد شد.